# نايجل هال
نايجل هال (بالإنجليزية: Nigel Hall)‏ هو نحات وفنان بريطاني، ولد في 30 أغسطس 1943 في برستل في المملكة المتحدة.